# Taufbecken (Saint-Crépin-Ibouvillers)

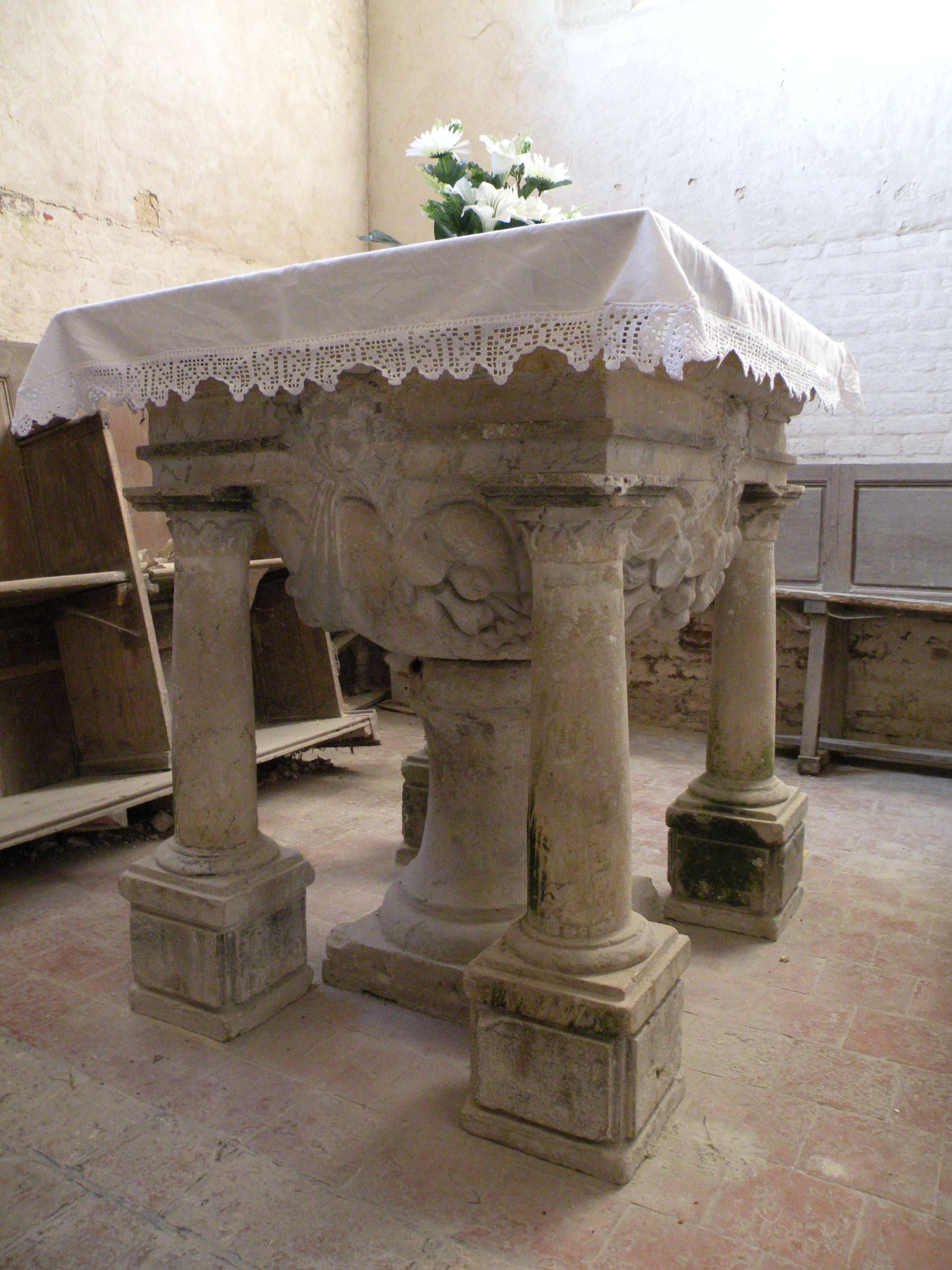
Taufbecken in Saint-Crépin-Ibouvillers

Das Taufbecken in der katholischen Pfarrkirche St-Crépin-St-Crépinien in Saint-Crépin-Ibouvillers, einer französischen Gemeinde im Département Oise in der Region Hauts-de-France, wurde im 16. Jahrhundert geschaffen. 
Im Jahr 1912 wurde das Taufbecken im Stil der Renaissance als Monument historique in die Liste der geschützten Objekte (Base Palissy) in Frankreich aufgenommen.
Das 1,06 Meter hohe Taufbecken aus Stein steht auf einer Mittelsäule mit rechteckiger Basis. An den Ecken wird es von vier Säulen mit mächtigen Basen und einfachen Kapitellen gestützt. Das Becken ist mit Engelsköpfen, einem menschlichen Kopf und Blütengirlanden geschmückt.